# البهائية في مدغشقر
يوجد مجتمع صغير من البهائيين في مدغشقر، يعود تاريخه إلى عام 1953.

## ملخص
بدأت جذورلدين البهائي في مدغشقربوصية من عبد البهاء، الذي كان يتولى رئاسة الدين آنذاك، حيث حثّ أتباعه على السفر إلى الجزيرة ونشر التعاليم البهائية فيها. وقد استُجيب لهذه الدعوة بوصول أول بهائي إلى مدغشقر في عام 1953، وسرعان ما بدأ السكان المحليون باعتناق الدين. وفي عام 1955، أُنتخبت أول جمعية روحية محلية بهائية، ما شكّل محطة مهمة في ترسيخ الوجود البهائي في البلاد
بحلول عام 1963، بالإضافة إلى الجمعية الواحدة، كانت هناك مجموعات من البهائيين يعيشون في أربعة مواقع أخرى. في أواخر يوليو 1967 أصبحت روحيه خانوم أول يد للقضية تزور البلاد. في عام 1972 اجتمع البهائيون الملاجاشيون لانتخاب أول جمعية روحية وطنية للبهائيين في مدغشقر. بحلول عام 2003 كان هناك 33 جمعية محلية وقد قدرت جمعية أرشيف بيانات الدين في عام 2005 أن هناك حوالي 17900 بهائي في البلاد.

## التاريخ المبكر
على الرغم من وجود بهائي في موريشيوس القريبة في عام 1910 إلا أن أول ذكر لمدغشقر في أدبيات الدين البهائي كان في سلسلة من الرسائل، أو الألواح، إلى أتباع الدين في الولايات المتحدة وكندا في عامي 1916-1917 من قبل عبد البهاء، رئيس الدين آنذاك، الذي طلب من أتباع الدين السفر إلى مناطق في أفريقيا؛ وقد جُمعت هذه الرسائل معًا في كتاب بعنوان ألواح الخطة الإلهية. تأخر نشر المقال حتى عام 1919 في مجلة "نجم الغرب" في 12 ديسمبر 1919. بعد نهاية الحرب العالمية الأولى والإنفلونزا الإسبانية.
يا ليتنى أستطيع أن أسافر، حتى ولو على الأقدام وفي أقصى درجات الفقر، إلى هذه المناطق، وأن أرفع نداء يا بهاء الأبهى في المدن والقرى والجبال والصحاري والمحيطات، وأن أنشر التعاليم الإلهية! وهذا، للأسف، لا أستطيع أن أفعله. كم أأسف لذلك بشدة! إن شاء الله تنجح. …. وبالمثل، إذا أمكن، يجب عليهم السفر إلى قارة أفريقيا، (جزر مثل) موريشيوس، وغيرها، وفي تلك البلدان يستدعون الناس إلى ملكوت الله ويرفعون صرخة يا بهاء الأبهى! وعليهم أيضًا أن يرفعوا علم وحدة عالم البشرية في جزيرة مدغشقر.
في عام 1953، خطط شوقي أفندي، رئيس الدين بعد وفاة عبد البهاء، لخطة تعليمية دولية لتنفيذ الأهداف المحددة بشكل منهجي والتي أطلق عليها اسم الحملة العشرية. وصل أول بهائي إلى مدغشقر في عام 1953 عندما وصل مهرانجيز منصف، وهو هندي آسيوي من بريطانيا. تمكنت من البقاء بفضل ضيافة عائلة مسلمة محلية وفي وقت لاحق مع عائلة روبرت، من تاناناريف (أنتاناناريفو حاليًا)، الذين كانوا من بين أوائل الذين أصبحوا بهائيين في مدغشقر والذين لعبوا فيما بعد دورًا بارزًا في تاريخ الدين هنا. وبسبب معاناته من سوء الحالة الصحية، غادر مونسيف في يناير/كانون الثاني 1954، بعد يوم واحد من انضمام دانيل راندرياناريفو، البالغ من العمر 29 عامًا، إلى الدين، ليصبح بذلك أول بهائي مدغشقري. جلال نغجواني، شقيق علي نغجواني، انتخب لعضوية أول جمعية روحية وطنية في وسط وشرق أفريقيا في عام 1954. وفي هذا الوقت قام برحلات تعليمية واسعة النطاق زار فيها جزر زنجبار ومدغشقر وموريشيوس وريونيون وجزر القمر. في عام 1955 أُنتخبت أول جمعية لمدغشقر. بحلول مايو 1955، قامت مؤسسة النشر البهائية البريطانية بنشر خمسة كتيبات تمهيدية عن الدين باللغة الملغاشية. في أبريل 1956 كان الدين موجودًا بأعداد صغيرة في 15 دولة في جنوب إفريقيا بما في ذلك الجزر. لإدارة المجتمعات البهائية في جميع أنحاء جنوب أفريقيا، أُنتخبت هيئة حاكمة إقليمية مقرها جنوب أفريقيا لتغطيتهم جميعًا، تسمى الجمعية الروحية الوطنية للبهائيين في جنوب وغرب أفريقيا في عام 1956.

## نمو
في مارس 1960، اجتاح الإعصار كارول جزر موريشيوس ومدغشقر. وفي كلا المكانين فقد بعض البهائيين منازلهم، ولكن يقال إنهم ما زالوا يحافظون على صيام تسعة عشر يومًا ويعقدون اجتماعاتهم، غالبًا في الهواء الطلق. أقام أحد المجتمعات في مدغشقر احتفالًا لمدة تسعة عشر يومًا أثناء الإعصار، ولم يتغيب عنه سوى ثلاثة أشخاص. في يونيو حصلت مدغشقر على استقلالها من فرنسا.
بحلول عام 1963 كان هناك جمعية بهائية واحدة في البلاد - في أنتاناناريفو - ولكن مجموعات من البهائيين عاشت في أمبوهيمانجا، وجزيرة خوان دي نوفا، ومانغاتاني، وجزيرة نوزي بي.
في عام 1966، ذهب آرثر جيه جوستاف روغو إلى جزر سيشل لعدة سنوات، لكنه كان في بعض الأحيان يتولى مشاريع خاصة لنشر الدين في ريونيون ومدغشقر.
في أواخر يوليو 1967، كانت يد القضية روحيه خانوم، أول من زار مدغشقر، حيث أمضت عدة أيام هناك كجزء من رحلة عبر جزر حوض المحيط الهندي. وعلى عكس معظم رحلاتها، قضت الفترة بأكملها في المدينة - تاناناريف، العاصمة، وبسبب العشرة أيام التي قضتها في مدغشقر، كانت تأخذ قسطاً من الراحة في الفراش لمدة خمسة أيام. ومع ذلك، فقد تحدثت في تسعة اجتماعات خلال أيامها الخمسة النشطة.
وفي عام 1969 شُكلت لجنة للشباب وبدأت عملها في البلاد. في يوليو 1970، قام يد القضية رحمة الله المهاجر بزيارة الجزيرة للتشاور مع مؤسساتها والمشاركة في الفعاليات.
في عام 1972، انعقد المؤتمر الوطني الأول لانتخاب أول جمعية روحية وطنية للبهائيين في مدغشقر، ومثل يد القضية رحمة الله المهاجر بيت العدل الأعظم في الإجراءات.
في مارس 1977، انعقد مؤتمر إقليمي حول تقدم الدين في الجزيرة في ماناكارا.
مارثا سبحاني، لاجئة بهائية هربت من اضطهاد البهائيين في إيران، غادرت إيران في عام 1978. انتقلت إلى مدغشقر للعمل مع الشباب البهائي ووقعت في حب زوجها المستقبلي، وهو مواطن من موريشيوس. في نوفمبر 1979، استضاف البهائيون في تاناناريف مؤتمرا للاحتفال باليوم العالمي للطفل. ترأس الإجراءات طفل يبلغ من العمر 11 عامًا. توفي البهائي القديم سيووسومبور جيهوبا أبا من موريشيوس في عام 1981 عندما رافق المستشار القاري شيدان فتح الأعظم إلى مدغشقر. في شهري سبتمبر وأكتوبر من عام 1983، شارك واحد وعشرون متطوعًا بهائيًا مدغشقريًا في رحلات تابعة لثلاثة معاهد إقليمية حول الدين.

## مضاعفة المشاركات
منذ نشأتها، كان للدين دور في التنمية الاجتماعية والاقتصادية بدءًا من منح المزيد من الحرية للنساء، وترويج تعليم الإناث باعتباره أولوية، وقد عُبر عن هذه المشاركة عمليًا من خلال إنشاء المدارس والتعاونيات الزراعية والعيادات. ودخل الدين مرحلة جديدة من النشاط عندما صدرت رسالة بيت العدل الأعظم بتاريخ 20 أكتوبر 1983. وحث البهائيين على البحث عن طرق متوافقة مع التعاليم البهائية، والتي يمكنهم من خلالها المشاركة في التنمية الاجتماعية والاقتصادية للمجتمعات التي يعيشون فيها. في عام 1979، كان هناك 129 مشروعًا بهائيًا للتنمية الاجتماعية والاقتصادية معترفًا بها رسميًا في جميع أنحاء العالم. وبحلول عام 1987، ارتفع عدد مشاريع التنمية المعترف بها رسميا إلى 1482 مشروعا.
خلال الفترة من 10 إلى 15 أيلول/سبتمبر 1986، شارك الشباب البهائيون في معرض الشباب الوطني الذي أُقيم في أنتاناناريفو، حيث فازوا بالجائزة الأولى عن عرضهم، والجائزة الثانية عن مشاركتهم الموسيقية. كان المعرض يُقام تحت شعار "الشباب، السلام، والتنمية".
ومنذ نيسان/أبريل 1989، أطلق البهائيون في عدد من المجتمعات حملة تهدف إلى تعزيز وعي قادة الحكومة والمجتمع المحلي بالدين البهائي. وشملت هذه اللقاءات تقديم كتب تعريفية، إلى جانب استعراض الجهود التي بذلها البهائيون في مجالات التنمية الاجتماعية والاقتصادية، مع طرح تساؤلات حول سُبل تعزيز إسهامهم في هذه المجالات.
كما نُظمت عروض تعريفية عن الدين، ودُعي الجيران لحضور اجتماعات الدعاء في المراكز البهائية المحلية. وأسفرت هذه المبادرات عن انضمام نحو 700 شخص إلى الدين خلال عام واحد فقط.

## المجتمع الحديث
وفي عام 2003، أقيمت احتفالات بالذكرى الخمسين لوصول الدين إلى الجزيرة، وألقى وزيران من الحكومة الملغاشية خطابين أشادا بالدين لتعاليمه بشأن الوحدة العالمية والسلام. وقد غطت وسائل الإعلام الأحداث. ونشرت عدة صحف مقالات عن الأحداث، كما قامت القناة التلفزيونية الوطنية بتغطية حفل الختام.

### التركيبة السكانية
بحلول عام 2003 كان هناك 33 جمعية محلية.
قدرت جمعية أرشيفات بيانات الأديان في عام 2020 أن 0.09% من السكان الوطنيين كانوا من البهائيين.

## روابط خارجية
- الجماعة البهائية الوطنية في مدغشقر
- حول المنظور البهائي 15/12/2007 أجريت مقابلة مع المؤلف البهائي جريجوري سي دال، الذي ذكر أنه يعيش في مدغشقر.
- حول المنظور البهائي 22/12/2008 أُجريت مقابلة مع جاك جوردون - انضم إلى الديانة عندما كان يعيش في مدغشقر.